# Succinea antiqua
Succinea antiqua is een uitgestorven, voorheen in Europa voorkomende op het land levende  longslak uit de familie Succineidae.

## Naam
De soortnaam werd in 1867 gepubliceerd door Jules Alexandre Joseph Colbeau (1823-1881) als Succinea antiqua. De beschrijving is later aangevuld door Gérard Vincent (1824-1899)

## Beschrijving

### De schelp
De schelp is gedrongen, spits eivormig, heeft een scherpe top en 3,5-4,5 snel in grootte toenemende zeer bolle windingen die door een diepe sutuur van elkaar gescheiden zijn. De schelpwand is stevig en tamelijk dik. De sculptuur bestaat alleen uit geprononceerde, onregelmatige groeilijnen. De mondopening is ovaal met een stomphoekige bovenzijde en neemt ongeveer 3/4 van de totale schelphoogte in beslag. De mondrand is discontinu, scherp en niet verdikt. De pariëtale zijde is met een callus bedekt. Een navel ontbreekt zoals in alle Succineidae. De columellaire zijde is iets verdikt en verloopt bijna in een rechte lijn.
De schelp lijkt enigszins op een kleine gedrongen vorm van Succinea putris.
Afmetingen van de schelp
- hoogte: tot 16 mm.
- breedte: tot 10 mm.

Mondopening: hoogte 9 mm, breedte 6,5 mm.

## Huidige verspreiding
Succinea antiqua is uitgestorven en komt dus niet meer in de huidige fauna voor.

## Fossiel voorkomen
Succinea antiqua is met zekerheid alleen bekend van een aantal plaatsen in België en Duitsland. De soort is steeds aangetroffen in löss-achtige afzettingen van laat Midden- en Laat Pleistocene ouderdom en gaat vaak vergezeld van een landslakkenfauna die kenmerkend is voor koude en natte klimatologische omstandigheden. In de associaties is Succinea oblonga de meestvoorkomende soort. Andere belangrijke soorten zijn Trichia hispida en Pupilla muscorum.

## Verwantschap
De soort is mogelijk verwant aan Catinella arenaria. Er zijn grote morfologische overeenkomsten maar deze soort blijft kleiner en is nog gedrongener dan Succinea antiqua. De verwanten van Succinea antiqua moeten misschien in centraal Azië gezocht worden.